# استاد سولنس معمار
استاد سولنسِ معمار (که در فارسی به نام استاد معمار نیز شناخته می‌شود) نمایشنامه‌ای است از هنریک ایبسن.

## به فارسی
این نمایشنامه چند بار به فارسی ترجمه و منتشر شده است. اصغر رستگار و بهزاد قادری سهی از جمله مترجمان این نمایشنامه‌اند.
ترجمه فارسی این اثر به قلم بهزاد قادری، در بخش نمایشنامه جشنواره سی و هفتم کتاب سال جمهوری اسلامی ایران، برنده اعلام شد.